# Westmoldau

Die historischen Regionen aus denen Großrumänien zusammengesetzt war. Die Westmoldau ist dunkelorange gefärbt.

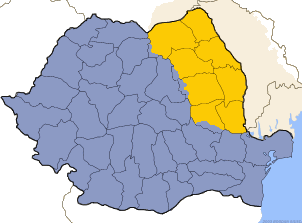
Westmoldau im weiteren Sinne (auf dieser Karte goldgelb markiert), hierzu gehört auch der gesamte Kreis Suceava (d. h. Südbukowina)

Die Westmoldau (rumänisch Moldova Occidentală oder Moldova de vest) ist eine historische Landschaft im Nordosten Rumäniens. Sie grenzt im Osten an die heutige Republik Moldau (bzw. Ostmoldau), die jedoch ungefähr dem Gebiet der historischen Landschaft Bessarabien entspricht. Umgangssprachlich wird in Rumänien heutzutage meist die Bukowina nicht mit einbezogen.

## Geschichte
Die Region stellt den westlichen Teil des ehemaligen Fürstentums Moldau dar, das ab etwa 1512 nominell ein Vasallenstaat des Osmanischen Reiches war. Nach verlustreichen Kriegen gegen das Haus Österreich und das Russische Reich, trat das Osmanische Reich, Gebiete des Fürstentums an die expansiven Nachbarn im Norden ab. Nach den territorialen Verlusten von 1775 (Verlust der Bukowina an Österreich im Vertrag von Küçük Kaynarca) und 1812 (Abspaltung des östlichen Teils der Moldau als Bessarabien an das Russische Reich im Vertrag von Bukarest) vereinigte sich das Restgebiet des Fürstentums Moldau 1859 mit dem Fürstentum Walachei zum Staat Rumänien. Abhängig von der Betrachtungsweise könnte man zur Moldau auch den südwestlichen Teil des Budschaks (ein Grenzstreifen, der die Städte Cahul, Bolgrad und Ismail umschloss) hinzurechnen, da dieses Territorium, nach einer direkten türkisch-osmanischen Herrschaft 1484–1812 und einer kurzzeitigen russischen Herrschaft 1812–1856, in den Jahren 1856–1878 erneut zum Fürstentum Moldau bzw. ab 1859 zu Rumänien gehörte.

## Geographische Lage
Die westliche Moldau grenzt im Norden an die Bukowina und im Osten mit dem Fluss Pruth an Bessarabien (Ostmoldau bzw. die heutige Republik Moldau, mit der die Westmoldau bis 1775/1812 zusammen das Fürstentum Moldau bildete). Das Herza-Gebiet liegt seit 1944 in der Ukraine. Im Westen bilden die Karpaten die Grenze zu Siebenbürgen, im Süden bilden die Flüsse Milcov und Siret die Grenze zur Walachei. Die berühmten zum UNESCO-Weltkulturerbe gehörenden Moldauklöster befinden sich hauptsächlich im historischen Herrschaftszentrum des ehemaligen Fürstentums Moldau in den Kreisen Suceava und Neamț.
Die Westmoldau war der nördliche Teil des rumänischen Altreiches und umfasste die ehemalige Bezirke: Dorohoi (samt dem Herza-Gebiet), Botoșani, Suceava (später: Fălticeni), Neamț, Iași, Roman, Vaslui, Fălciu, Bacău, Tecuci, Tutova, Vrancea und Covurlui. Die Fläche dieser Region beträgt 38.224 km².

## Bedeutende Persönlichkeiten, Orte und Stätten
- George Enescu (1881–1955), wichtigster rumänischer Komponist, Violinist, Dirigent sowie Musiklehrer.
- Mihai Eminescu (1850–1889), wichtigster rumänischer Dichter. Er kam 1850 in Ipotești (bei Botoșani) zur Welt.
- Die Universität Alexandru Ioan Cuza, die renommierteste und älteste Universität Rumäniens (gegründet 1860), befindet sich in Iași, das mit 290.422 Einwohnern (2011)[1] heute auch die größte Stadt der Region ist und zwischen den Jahren 1565–1859 Hauptstadt des Fürstentums Moldau, sowie 1859–1861 provisorische Hauptstadt Rumäniens war.

## Ökonomische Lage
Insgesamt gehört die Region Moldau aber sowohl wegen ihrer geographischen Randlage als auch wegen der strukturschwachen angrenzenden Länder (Ukraine, Republik Moldau) zu den ärmsten Regionen des Landes.

## Administrative Gliederung
Diese Region gehört heute im Wesentlichen zu folgenden rumänischen Kreisen:
- Iași
- Vaslui
- Galați
- Botoșani (außer den Ortschaften Rogojești und Cândești, die in der Bukowina liegen)
- Neamț (außer Ortschaften Bicazu Ardelean, Bicaz-Chei, Dămuc, die in Siebenbürgen liegen)
- Bacău (außer Ghimeș-Făget und Poiana Sărată, die in Siebenbürgen liegen)
- Vrancea liegt größtenteils in der Westmoldau (außer dem Süden, südlich des Flusses Milcov, der zur Großen Walachei gehört)
- Suceava liegt größtenteils in der Bukowina, aber der gesamte Osten und Süden ist ein Teil der Westmoldau (zusammen mit der Stadt Fălticeni).